# اشتفان
اشتفان (انگلیسی: Stefan Krauße؛ زادهٔ ۱۷ سپتامبر ۱۹۶۷) لژسوار اهل آلمان بود.